# Odendorf
Odendorf è un villaggio tedesco situato tra Bonn e Aquisgrana, che fa parte dell'agglomerato urbano di Swisttal.